# Alan Silvestri
Pour les articles homonymes, voir Silvestri.
Alan Silvestri  né le 26 mars 1950 à New York est un compositeur américain de musique de film, d'origine italienne. 
Il est surtout connu pour sa collaboration avec le réalisateur Robert Zemeckis pour qui il compose les musiques originales depuis le film d'aventures À la poursuite du diamant vert (1984). Pour le cinéaste, il signe par exemple la musique de la trilogie Retour vers le futur (1985-1990) et des films Qui veut la peau de Roger Rabbit (1988), Forrest Gump (1994) ou encore Contact (1997).
Ponctuellement, il collabore aussi avec James Cameron (Abyss, 1989), Mira Nair (La Famille Perez, 1995), Steven Spielberg (Ready Player One, 2018) ou encore John Frankenheimer (Piège fatal, 2000). Il signe également les bandes originales de Predator (1987) de John McTiernan et de la suite, Predator 2 (1990) de Stephen Hopkins.
Durant les années 2000, il signe aussi les bandes originales de plusieurs blockbusters réalisés par Stephen Sommers, comme Van Helsing. Il est par ailleurs le compositeur de la trilogie La Nuit au musée (2006-2014), réalisée par Shawn Levy.
À partir des années 2010, il s'impose comme le compositeur officiel de la franchise au très grand succès Avengers (2012-2019), après avoir signé la bande originale de Captain America: First Avenger (2011), de Joe Johnston.

## Filmographie

### Cinéma

#### Années 1970
- 1972 : Le Gang des dobermans (The Doberman Gang) de Byron Chudnow
- 1975 : Las Vegas Lady (en) de Noel Nosseck
- 1976 : Les Dobermans reviennent (The Amazing Dobermans) de Byron Chudnow
- 1978 : The Fifth Floor d'Howard Avedis

#### Années 1980
- 1983 : Tiger Man de Matt Cimber
- 1984 : À la poursuite du diamant vert (Romancing The Stone) de Robert Zemeckis
- 1984 : Par où t'es rentré ? On t'a pas vu sortir de Philippe Clair
- 1985 : Une bringue d'enfer (Fandango) de Kevin Reynolds
- 1985 : Cat's Eye de Lewis Teague
- 1985 : Retour vers le futur (Back to the Future) de Robert Zemeckis
- 1985 : Les Chester en Floride (Summer Rental) de Carl Reiner
- 1986 : Le Clan de la caverne des ours (The Clan of the Cave Bear) de Michael Chapman
- 1986 : Delta Force (The Delta Force) de Menahem Golan
- 1986 : American Anthem d'Albert Magnoli
- 1986 : Le Vol du Navigateur (Flight of The Navigator) de Randal Kleiser
- 1986 : Sans pitié (No Mercy) de Richard Pearce
- 1987 : Toubib malgré lui (Critical Condition) de Michael Apted
- 1987 : Une chance pas croyable (Outrageous Fortune) d'Arthur Hiller
- 1987 : Predator de John McTiernan
- 1987 : Un couple à la mer (Overboard) de Garry Marshall
- 1988 : Qui veut la peau de Roger Rabbit (Who Framed Roger Rabbit) de Robert Zemeckis
- 1988 : Mac et moi (Mac and Me) de Stewart Raffill
- 1988 : J'ai épousé une extra-terrestre (My Stepmother Is an Alien) de Richard Benjamin
- 1989 : Touche pas à ma fille (She's Out of Control) de Stan Dragoti
- 1989 : Abyss (The Abyss) de James Cameron
- 1989 : Retour vers le futur 2 (Back to the Future Part II) de Robert Zemeckis

#### Années 1990
- 1990 : Deux flics à Downtown (Downtown) de Richard Benjamin
- 1990 : Retour vers le futur 3 (Back to the Future Part III)  de Robert Zemeckis
- 1990 : Young Guns 2 (Young Guns II) de Geoff Murphy
- 1990 : Predator 2 de Stephen Hopkins
- 1991 : Troubles (Shattered) de Wolfgang Petersen
- 1991 : La télé lave plus propre (Soapdish) de Michael Hoffman
- 1991 : Sacré sale gosse (Dutch) de Peter Faiman
- 1991 : Ricochet de Russell Mulcahy
- 1991 : Le Père de la mariée (Father Of The Bride) de Charles Shyer
- 1992 : Arrête ou ma mère va tirer ! (Stop! Or My Mom Will Shoot) de Roger Spottiswoode
- 1992 : Les Aventures de Zak et Crysta dans la forêt tropicale de FernGully (Ferngully: The Last Rainforest) de Bill Kroyer
- 1992 : La mort vous va si bien (Death Becomes Her) de Robert Zemeckis
- 1992 : Bodyguard (The Bodyguard) de Mick Jackson
- 1992 : Sidekicks d'Aaron Norris
- 1993 : Un flic et demi (Cop and a Half) d'Henry Winkler
- 1993 : Super Mario Bros. de Rocky Morton et Annabel Jankel
- 1993 : La Nuit du jugement (Judgment Night) de Stephen Hopkins
- 1993 : Les Grincheux (Grumpy Old Men) de Donald Petrie
- 1994 : Trou de mémoire (Clean Slate) de Mick Jackson
- 1994 : Forrest Gump de Robert Zemeckis
- 1994 : Blown Away de Stephen Hopkins
- 1994 : Richie Rich de Donald Petrie
- 1995 : Mort ou vif (The Quick and the Dead) de Sam Raimi
- 1995 : La Famille Perez (The Perez Family) de Mira Nair
- 1995 : Judge Dredd de Danny Cannon
- 1995 : Le Père de la mariée 2 (Father Of The Bride Part II) de Charles Shyer
- 1995 : Les Grincheux 2 (Grumpier Old Men) d'Howard Deutch
- 1996 : Mission impossible de Brian De Palma (score rejeté)
- 1996 : Sergent Bilko (Sgt. Bilko) de Jonathan Lynn
- 1996 : L'Effaceur (Eraser) de Chuck Russell
- 1996 : Au revoir à jamais (The Long Kiss Goodnight) d'Renny Harlin
- 1997 : Coup de foudre et conséquences (Fools Rush In) de Andy Tennant
- 1997 : Volcano de Mick Jackson
- 1997 : Contact de Robert Zemeckis
- 1997 : La Souris (MouseHunt) de Gore Verbinski
- 1998 : À nous quatre (The Parent Trap) de Nancy Meyers
- 1998 : Drôle de couple 2 (The Odd Couple II) d'Howard Deutch
- 1998 : Mister G. (Holy Man) de Stephen Herek
- 1998 : Les Ensorceleuses (Practical Magic) de Griffin Dunne
- 1999 : Stuart Little de Rob Minkoff

#### Années 2000
- 2000 : Piège fatal (Reindeer Games) de John Frankenheimer
- 2000 : Apparences (What Lies Beneath) de Robert Zemeckis
- 2000 : Seul au monde (Cast Away) de Robert Zemeckis
- 2000 : Ce que veulent les femmes (What Women Want) de Nancy Meyers
- 2001 : Le Mexicain (The Mexican) de Gore Verbinski
- 2001 : Le Retour de la momie (The Mummy Returns) de Stephen Sommers
- 2001 : Un amour à New York (Serendipity) de Peter Chelsom
- 2002 : Showtime de Tom Dey
- 2002 : Lilo et Stitch (Lilo and Stitch) de Dean DeBlois et Chris Sanders
- 2002 : Stuart Little 2 de Rob Minkoff
- 2002 : Coup de foudre à Manhattan (Maid in Manhattan) de Wayne Wang
- 2003 : Identity de James Mangold
- 2003 : Lara Croft : Tomb Raider, le berceau de la vie (Lara Croft Tomb Raider: The Cradle Of Life) de Jan de Bont
- 2004 : Van Helsing de Stephen Sommers
- 2004 : Le Pôle express (The Polar Express) de Robert Zemeckis
- 2006 : The Wild de Steve « Spaz » Williams
- 2006 : La Nuit au musée (Night at the Museum) de Shawn Levy
- 2007 : La Légende de Beowulf (Beowulf) de Robert Zemeckis
- 2009 : La Nuit au musée 2 (Night at the Museum: Battle of the Smithsonian) de Shawn Levy
- 2009 : G.I. Joe : Le Réveil du Cobra (G.I. Joe: The Rise of Cobra) de Stephen Sommers
- 2009 : Le Drôle de Noël de Scrooge (A Christmas Carol) de Robert Zemeckis

#### Années 2010
- 2010 : L'Agence tous risques (The A-Team) de Joe Carnahan
- 2011 : Captain America: First Avenger (Captain America: The First Avenger) de Joe Johnston
- 2012 : Avengers (The Avengers) de Joss Whedon
- 2012 : Flight de Robert Zemeckis
- 2013 : Les Croods (The Croods) de Chris Sanders et Kirk DeMicco
- 2013 : Red 2 de Dean Parisot
- 2014 : La Nuit au musée : Le Secret des Pharaons (Night at the Museum: Secret of the Tomb) de Shawn Levy
- 2015 : The Walk : Rêver plus haut (The Walk) de Robert Zemeckis
- 2015 : Avengers : L'Ère d'Ultron
- 2016 : Alliés (Allied) de Robert Zemeckis
- 2018 : Ready Player One de Steven Spielberg
- 2018 : Avengers: Infinity War d'Anthony et Joe Russo
- 2018 : Bienvenue à Marwen (Welcome to Marwen) de Robert Zemeckis
- 2019 : Avengers: Endgame d'Anthony et Joe Russo

#### Années 2020
- 2020 : Sacrées Sorcières (The Witches) de Robert Zemeckis
- 2022 : Pinocchio de Robert Zemeckis
- 2024 : Here de Robert Zemeckis
- 2024 : The Electric State d'Anthony et Joe Russo
- prochainement : Play Dirty de Shane Black
- 2026 : Avengers: Doomsday d'Anthony et Joe Russo
- 2027 : Avengers: Secret Wars d'Anthony et Joe Russo

### Télévision
- 1978 : Starsky et Hutch (Starsky and Hutch) (3 épisodes)
- 1979 : CHiPs (25 épisodes)
- 1983 : Hooker (1 épisode)
- 1983 : Manimal (5 épisodes)
- 1986 : Histoires fantastiques (Amazing Stories) (épisode Go to the Head of the Class)
- 1992 : Two-Fisted Tales (en) (téléfilm), segment Yellow de Robert Zemeckis
- 1995 : Les Contes de la crypte (Tales from the Crypt) (7 épisodes)
- 2012 : WordGirl (épisode Hard-Learned Money/Gift Pony)
- 2014 : Cosmos : Une odyssée à travers l'univers (Cosmos: A Spacetime Odyssey) (13 épisodes)
- 2020 : Cosmos : Nouveaux Mondes (Cosmos: Possible Worlds) (13 épisodes)

### Courts métrages
- 1991 : Back to the Future: The Ride de Douglas Trumbull
- 1992 : Diner de Graham Morris et Karen Peterson
- 1993 : In Search of the Obelisk de Douglas Trumbull et Arish Fyzee
- 1999 : Siegfried & Roy: The Magic Box de Brett Leonard
- 2003 : Two Soldiers d'Aaron Schneider
- 2009 : G.I. Joe: The Invasion of Cobra Island de Rupinder Malhotra
- 2015 : Back to the Future: Doc Brown Saves the World de Robert Zemeckis

## Distinctions

### Récompenses
- Saturn Awards 1988 : meilleure musique pour Predator
- Saturn Awards 1991 : meilleure musique pour Retour vers le futur 3
- Saturn Awards 2005 : Saturn Award de la meilleure musique pour Van Helsing
- Primetime Creative Arts Emmy Awards 2014 : meilleure musique originale de série pour Cosmos : Une odyssée à travers l'univers pour l'épisode Standing Up in the Milky Way
- Primetime Creative Arts Emmy Awards 2014 : meilleure musique de générique pour Cosmos : Une odyssée à travers l'univers

### Nominations
- Saturn Awards 1986 : meilleure musique pour Retour vers le futur
- Saturn Awards 1990 : meilleure musique pour Qui veut la peau de Roger Rabbit
- Saturn Awards 1991 : meilleure musique pour Abyss
- Saturn Awards 1993 : meilleure musique pour La mort vous va si bien
- Oscars 1995 : meilleure musique de film pour Forrest Gump
- Golden Globes 1995 : meilleure musique de film pour Forrest Gump
- Saturn Awards 1995 : meilleure musique pour Forrest Gump
- Saturn Awards 1998 : meilleure musique pour Contact
- Oscars 2005 : meilleure chanson originale pour Believe dans Le Pôle express (partagé avec Glen Ballard)
- Golden Globes 2005 : meilleure chanson originale pour Believe dans Le Pôle express (partagé avec Glen Ballard)
- Saturn Awards 2005 : meilleure musique pour Le Pôle express
- Saturn Awards 2012 : meilleure musique pour Captain America: First Avenger
- Saturn Awards 2019 : meilleure musique pour Ready Player One
- Saturn Awards 2019 : meilleure musique pour Avengers: Endgame